# Tinea montezuma
Tinea montezuma är en fjärilsart som beskrevs av Edward Meyrick 1927. Tinea montezuma ingår i släktet Tinea och familjen äkta malar.
Artens utbredningsområde är Bolivia. Inga underarter finns listade i Catalogue of Life.